# Seznam ročnih bomb
Seznam ročnih bomb.

## A
- Alsetex 410

## F
- F1 (ZSSR)

## M
- M61 (ZDA)
- M67 (ZDA)
- M-52 R (Socialistična federativna republika Jugoslavija)
- M-69 (Socialistična federativna republika Jugoslavija)
- Mk 2 (ZDA)
- MK3A2
- Model 24 (Nemčija)
- Model 39 (Nemčija)
- Model 43 (Nemčija)

## P
- paradajzarica (Italija)

## R
- RGD-5 (ZSSR)
- RGN (ZSSR)
- RGO (ZSSR)
- RGZ-89 (Poljska)

## S
- SRCM Mod. 35 (Italija)